# Szarvasgede
Szarvasgede là một thị trấn thuộc hạt Nógrád, Hungary. Thị trấn này có diện tích 9,99 km², dân số năm 2010 là 429 người, mật độ 43 người/km².